# Uromastyx shobraki
Espèce
Synonymes
- Uromastyx yemenensis shobraki 
Wilms & Schmitz, 2007

Statut de conservation UICN

 NT  : Quasi menacé
Statut CITES
Uromastyx shobraki est une espèce de sauriens de la famille des Agamidae.

## Répartition
Cette espèce est endémique du Yémen.

## Étymologie
Cette espèce est nommée en l'honneur de Mohammed Shobrak.

## Publication originale
- Wilms & Schmitz, 2007 : A new polytypic species of the genus Uromastyx Merrem 1820 (Reptilia: Squamata: Agamidae: Leiolepidinae) from southwestern Arabia. Zootaxa, no 1394, p. 1-23.